# Mondovì (Itália)
Mondovì é uma comuna italiana da região do Piemonte, província de Cuneo, com cerca de 21.687 habitantes. Estende-se por uma área de 87 km², tendo uma densidade populacional de 249 hab/km². Faz fronteira com Bastia Mondovì, Briaglia, Carrù, Cigliè, Magliano Alpi, Margarita, Monastero di Vasco, Morozzo, Niella Tanaro, Pianfei, Rocca de' Baldi, Vicoforte, Villanova Mondovì.

## Demografia
| Variação demográfica do município entre 1861 e 2011                               |
|                                                                                   |
| Fonte: Istituto Nazionale di Statistica (ISTAT) - Elaboração gráfica da Wikipedia |